# Maciej z Trok
Maciej z Trok, Mathias (ur. ok. 1370 roku, zm. 9 maja 1453 roku w Wilnie) – pierwszy biskup żmudzki, potem biskup wileński, kanonik wileński, rektor Uniwersytetu w Sienie, członek rady wielkoksiążęcej.

## Życiorys
Był duchownym pochodzenia niemieckiego. Kształcił się na uniwersytecie w Pradze, uzyskując w 1408 roku stopień magistra sztuk wyzwolonych (jego opiekunem był Jan Hus) oraz w Sienie. Był proboszczem wileńskim, a następnie, od 1417 roku, pierwszym biskupem żmudzkim. W lutym 1422 roku w Nowogródku udzielił ślubu Jagielle i Zofii Holszańskiej. W tym samym roku został biskupem wileńskim. Był sygnatariuszem pokoju mełneńskiego 1422 roku.
15 października 1432 roku podpisał akt unii grodzieńskiej. 20 stycznia 1433 roku był świadkiem aktu unii trockiej.